# 好間町上好間
好間町北好間（よしままち きたよしま）は、福島県いわき市の大字である。郵便番号は970-1145。

## 地理
いわき市中部の好間地区に属する。北で好間町北好間、東で好間町中好間、南で内郷宮町、西で内郷高野町、好間町榊小屋とそれぞれ隣接する。概ね町村制施行以前の磐前郡上好間村の流れを汲む地域である。二級水系夏井川水系好間川右岸と支流の井田木川流域を主な範囲とする。二級水系夏井川水系好間川中流域左岸側を主な範囲とする。北東側の川沿いの平野部に市街地が形成され、それを除く広大な範囲を山林が占める。内郷御厩町内に所在するいわき中央警察署及び内郷高坂町に所在する内郷消防署がそれぞれ管轄にあたる。

### 河川
二級水系夏井川水系
- 好間川
  - 舟沢
    - 中丸沢

## 地価
住宅地の地価は、2015年（平成27年）1月1日の公示地価によれば3万5000円/m2となっている。
なお、原発事故により地価が上昇傾向である。

## 歴史
- 1879年1月27日 - 平藩領上好間村が福島県内における郡区町村制の施行により磐前郡の村となる[5]。
- 1889年4月1日 - 町村制の施行により上好間村が北好間村、下好間村、中好間村、今新田村、川中子村、愛谷村、小谷作村と合併し好間村が発足する。旧上好間村域は好間村の大字となる。[5]。
- 1896年4月1日 - 磐前郡と周辺郡との合併により石城郡が発足し、石城郡好間村となる[5]。
- 1966年10月1日 - 好間村が平市・磐城市・常磐市・勿来市・内郷市、石城郡遠野町・四倉町・小川町・川前村・田人村・三和村、双葉郡久之浜町・大久村と合併しいわき市となり、いわき市好間地区の大字となる[5]。

## 世帯数と人口
2017年（平成29年）4月1日現在の世帯数と人口は以下の通りである。
| 字                                       | 世帯数    | 人口    |
| ---------------------------------------- | --------- | ------- |
| 好間町上好間字道成川原                   | 46世帯    | 172人   |
| 好間町上好間字大堰                       | 31世帯    | 54人    |
| 好間町上好間字内ノ草・字今宿             | 10世帯    | 33人    |
| 好間町上好間字岩穴                       | 26世帯    | 43人    |
| 好間町上好間字中川原                     | 5世帯     | 11人    |
| 好間町上好間字山ノ神                     | 9世帯     | 34人    |
| 好間町上好間字舟沢                       | 6世帯     | 15人    |
| 好間町上好間字大畑                       | 47世帯    | 90人    |
| 好間町上好間字東唐松・字北唐松・字南唐松 | 4世帯     | 11人    |
| 好間町上好間字沼平                       | 3世帯     | 6人     |
| 好間町上好間字田代                       | 62世帯    | 165人   |
| 好間町上好間字上野原                     | 195世帯   | 521人   |
| 好間町上好間字東・字小館                 | 22世帯    | 42人    |
| 好間町上好間字空山                       | 49世帯    | 114人   |
| 好間町上好間字石田                       | 18世帯    | 43人    |
| 好間町上好間字稲荷原                     | 7世帯     | 19人    |
| 好間町上好間字南町田                     | 40世帯    | 94人    |
| 好間町上好間字北町田                     | 15世帯    | 39人    |
| 好間町上好間字新屋敷                     | 23世帯    | 50人    |
| 好間町上好間字洞                         | 38世帯    | 99人    |
| 好間町上好間字中道                       | 17世帯    | 38人    |
| 好間町上好間字山下                       | 55世帯    | 111人   |
| 好間町上好間字稲荷下                     | 62世帯    | 166人   |
| 好間町上好間字馬場西                     | 34世帯    | 100人   |
| 好間町上好間字上川原・字下川原           | 5世帯     | 11人    |
| 好間町上好間字馬場                       | 37世帯    | 98人    |
| 好間町上好間字馬場前                     | 23世帯    | 65人    |
| 好間町上好間字忽滑                       | 132世帯   | 251人   |
| 好間町上好間字岸前・字岸                 | 6世帯     | 18人    |
| 計                                       | 1,027世帯 | 2,513人 |

## 小・中学校の学区
市立小・中学校に通う場合、学区は以下の通りとなる。
| 番地                     | 小学校                   | 中学校                   |
| ------------------------ | ------------------------ | ------------------------ |
| 沼平の大部分（22-6以外） | いわき市立宮小学校       | いわき市立内郷第二中学校 |
| 田代の一部               | いわき市立高坂小学校     | いわき市立内郷第一中学校 |
| 田代の一部（65-33）      | いわき市立好間第一小学校 | いわき市立内郷第一中学校 |
| 上記を除く全域           | いわき市立好間第一小学校 | いわき市立好間中学校     |

## 交通

### バス
- 好間線（ヨーカ堂　-上三坂・榊小屋・上永井・好間平坑）
  - 好間、高校入口、上好間、町田橋、道成川原、岩穴住宅、内の草、隅田川

### 道路
- 常磐自動車道
- 国道49号平バイパス
- いわき市道北好間菱川線（旧国道49号）

## 施設
- いわき中央警察署好間交番
- 福島県立好間高等学校
- いわき市立好間第一小学校
- いわき市立好間保育所
- 上野原浄水場
- 古河電子
- いわき半導体
- 稲荷神社
- 熊野神社

### 商業施設
- 白土屋菓子店
- セブン-イレブン いわき好間インター店
- ローソン 上好間田店